# Орео
Орео (на английски: Oreo) е бисквитка-сандвич, направена от две шоколадови вафли със сладък крем по средата. От 1974 г. се продават с рекламния израз „Шоколадова бисквитка-сандвич“ върху опаковката. „Орео“ е най-продаваната бисквитка в САЩ от самото си пускане в продажба.

## Етимология
Произходът на името „Орео“ е неизвестен, но има няколко теории, включително френската дума „Or“ означаваща „злато“ или гръцката дума „Oreo“ означаваща „нещо хубаво“. Други вярват, че бисквитката се казва „Орео“, защото произношението е лесно и бързо се запомня.

## История

### XX век
Бисквитката е създадена и разпространявана от Националната компания за бисквити (днес позната като „Набиско“) през 1912 г. Днес блокът, в който е била приготвяна на Девето авеню в Манхатън, е познат като „Пътят на Орео“. Бисквитката е създадена като копие на тогава известната „Хидрокс“.
Оригиналният дизайн на Орео съдържа венец по края на бисквитката и името в средата. В САЩ се продавали за 25 цента на половин килограм в опаковки с прозрачна капачка. Първата бисквитка е продадена на бакалин на 6 март 1912 г. в Хобокен, Ню Джърси.

### XXI век
От 2006 г., компанията замества мазнините в бисквитката с нехидрогенирано растително олио.
През 2011 г., Орео представя специална бисквитка със син крем като реклама на филма „Рио“. Промоцията включвала и стикери в опаковките, чрез които се печелели награди: три билета за кино след събиране на всички стикери и екскурзия до Рио след откриване на специални печеливши стикери.
През 2012 г., Орео се включва в месеца на хомосексуалистите като разпространява реклами на бисквитката с крем с цветовете на дъгата (флага на ЛГБТ обществото). Бисквитка с такъв крем не е произвеждана нито продавана.

## Международна дистрибуция
Бисквитките „Орео“ се разпространяват по целия свят.
През май 2008 г., верига супермаркети във Великобритания зарежда Орео. Клиентите харесват новия продукт и по-късно, компанията започва производство за цялата държава в специални опаковки с фразата „отлепи, оближи, потопи“.
Орео си партнира с Макдоналдс за специален МакФлъри шейк с вкуса на бисквитката за кампанията „Великите вкусове на Америка“.
Кръшем напитка с вкуса на Орео се разпространява и във веригата KFC.

## Видове
Освен традиционния вид, Орео предлага и разнообразни вкусове и големини на всеизвестната бисквитка. Не всички вкусове от следващия списък се предлагат в България.

### В България
- оригиналната бисквитка с крем ванилия (малка опаковка с 8 бисквитки, средна с 16 и семейна с 4х4)
- „Crispy & Thin“ („хрупкава и тънка“) – по-тънка версия на оригиналната бисквитка с крем ванилия (картонена кутия с 2х8 бисквитки)
- лимитирана серия с крем фъстъчено масло (средна опаковка)
- лимитирана серия с крем ягодов чийзкейк (средна опаковка)
- Орео с двоен крем – (средна опаковка)
- Орео „Birthday Party“ – бисквитки с вкус на карамел (средна опаковка)

### Други форми
- Двойно Орео (1974) – двойно повече крем. Налично е за Орео с бял крем, фъстъчено масло, ментов крем и шоколадов крем.
- Футболно Орео (1976) – бисквитките са с формата на футболна топка.
- Голямата работа (1987) – по-голяма версия на оригиналната бисквитка.
- Мини Орео (1991) – миниатюрна версия на Орео.
- Тройно двойно Орео (2011) – три бисквитки с два крема – ванилов и шоколадов.
- Мега Орео (2013) – тройно повече крем.
- Празнично Орео – различна щампа (цветя за пролетта, вещици и тикви за Хелоуин, коледна елха за Коледа) и необичайни цветове на бисквитката

### Други вкусове
- Шоколад
- Кокос
- Ягодов млечен шейк
- Зелен чай
- Лимон
- Органично Орео – бисквитките са направени от органично брашно и захар.
- Боровинков сладолед
- Портокалов сладолед
- Златно Орео – бели бисквитки с вкус на мляко, вместо познатите шоколадови.
- Мента
- Фъстъчено масло
- Бананов сплит
- Орео покрито с шоколад
- Горски плодове
- Орео без захар
- Син крем за филма „Рио“
- Червен крем за филма „Как да си дресираш дракон“
- Орео за рожден ден – крем със захарни пръчици и вкус на торта
- Джинджифилов сладкиш
- Диня
- Карамелизирана ябълка
- Тиква
- Маршмелоу и течен шоколад
- Захарен памук
- Бира

### Други продукти с вкус на Орео
- Брауни
- Пудинг
- Зърнена закуска
- Сладолед
- Млечен шейк
- Шоколад
- Чийзкейк
- Пай
- Бананов сплит